# Napeogenes astarte
Napeogenes astarte är en fjärilsart som beskrevs av Fox 1943. Napeogenes astarte ingår i släktet Napeogenes och familjen praktfjärilar. Inga underarter finns listade i Catalogue of Life.